# 烏蘇里哥薩克
烏蘇里哥薩克，（俄语：Уссури́йское каза́чье во́йско, Ussuriskoye Kazach'ye Voysko）是俄羅斯帝國的哥薩克軍團之一，轄境位於烏蘇里江以東、哈巴羅夫斯克以南的濱海地區，松花江與興凱湖也被劃入其轄境。

## 歷史
烏蘇里哥薩克於1889年自阿穆爾哥薩克軍團中分離，也是俄羅斯帝國最後一個成立的哥薩克軍團。除了原屬阿穆爾軍團的一個步兵半營外，又從頓河軍團、庫班軍團調來增援。烏蘇里哥薩克的總部最早設於符拉迪沃斯托克，後遷至伊曼；其指揮官隸屬於阿穆爾州的總督，而阿穆爾州總督本身也兼任阿穆爾哥薩克的指揮官。
烏蘇里哥薩克擁有6,740平方公里的轄地，1916年時有39,900人口，分為6個哥薩克村，及下轄的76個聚落。承平時期，烏蘇里哥薩克提供了一個騎兵營（300人）及一個排的官兵，主要任務包含邊防、警政、郵政等。而在一戰期間，烏蘇里哥薩克擴編為一個騎兵團（600人）、一個騎兵營、一個警衛排，以及六個特遣百人隊，總兵力約2,514人。在俄國內戰中，烏蘇里哥薩克大多投效白軍，戰後也遭到解散。儘管烏蘇里哥薩克軍團在1990年重建，但並非正式的行政單位。
烏蘇里哥薩克的代表色是黃色，包括帽帶、肩章、制服與馬褲的滾邊等，他們同樣身穿與草原地區哥薩克類似的深綠色制服，肩章上的數字代表所屬的團，而他們偶爾也會穿戴黃色的羊毛高帽。1907年起，烏蘇里哥薩克改換與俄國騎兵相同的卡其色制服，也換上了新款的夏季制服，取代舊的白色襯衫，但綠色的馬褲並未一同更換。